# Церковь Святого Мины (Арцвашен)
Церковь Святого Минаса (арм. Սուրբ Մինաս եկեղեցի) — армянская церковь в селе Арцвашен, Гегаркуникского района Армении. Находится в центре поселения.

## История
Церковь Святого Минаса была построена в 1872 году. В советское время была превращена в хранилище сельскохозяйственной продукции. Сохранилось свидетельство 1888 года, согласно которому «церковь представляет собой высокое здание с мозаичным куполом изнутри». Также, под предлогом «ремонта» церкви купол храма был заменён обычным деревом. В 1991 году церковь планировалось реставрировать. Святилище имеет форму прямоугольника, наподобие Амараса в Нагорном Карабахе. В августе 1992 года село было занято азербайджанскими войсками, а жители покинули его, поэтому дальнейшая судьба этой церкви, и церкви Святого Иоанна, находящейся также в селе, неизвестна.